# دیوید مارشال لانگ
دیوید مارشال لانگ (به انگلیسی: David Marshall Lang) (۶ مه ۱۹۲۴؛ ۲۰ مارس ۱۹۹۱)، استاد قفقازشناسی در سواز دانشگاه لندن بود. او یکی از پرکارترین پژوهشگران در زمینه تاریخ گرجستان، ارمنستان و بلغارستان باستان بود.
دیود لانگ دانش‌آموخته مانکتون کمب و جانز کالج دانشگاه کمبریج بود، که در دانشگاه کمبریج به عنوان پژوهشگر ارشد و بعد کمک‌هزینه تحصیلی گرفت. او در دوران جنگ جهانی دوم به عنوان افسر نظامی در ایران برای ارتش خدمت کرد. او در سال ۱۹۴۴ به عنوان معاون مشاور در تبریز ایران (که در آنجا شخصاً با جمعیت ارمنی شهر آشنا گشت) خدمت کرد. او در سال ۱۹۴۹، کارمند سواز در دانشگاه لندن شد. او شروع به تدریس زبان گرجی به عنوان محقق کرد و سپس در ۱۹۶۴ به سمت استادی قفقازشناسی درآمد. در سال ۱۹۵۳ او کمک‌هزینه تحصیلی در مؤسسه روسی دانشگاه کلمبیا گرفت و در سال ۱۹۶۵ استاد مدعو قفقازشناسی دانشگاه کالیفرنیا، لس‌آنجلس شد. بین سال‌های ۱۹۶۲ تا ۱۹۶۴ او دبیر افتخاری انجمن سلطنتی آسیایی لندن شد. او ارمنستان شوروی را سه بار بین دهه ۱۹۶۰ تا ۱۹۷۰ میلادی بازدید کرد.
برای مدت طولانی، او دانشکده قفقازشناسی در دانشگاه لندن را رهبری می‌کرد و تاریخ و زبان‌های قفقازی را در دانشگاه کمبریج و دانشگاه مختلف سراسر جهان تدریس می‌کرد.

## آثار برجسته
- The Last Years of the Georgian Monarchy, 1658-1832 (New York: Columbia University Press, 1957)
- First Russian Radical, Alexander Radischev, 1749-1802 (London: George Allen & Unwin, 1959)
- A Modern History of Georgia (London: Weidenfeld and Nicolson, 1962)
- The Georgians (New York: Praeger, 1966)
- Armenia: Cradle of Civilization (London: George Allen & Unwin, 1970)
- The Peoples of the Hills: Ancient Ararat and Caucasus by چارلز الن برنی and D.M. Lang (London: Weidenfeld and Nicolson, 1971)
- Bulgarians: From Pagan Times to the Ottoman Conquest (London: Thames and Hudson, 1976)
- Lives and Legends of the Georgian Saints (New York: Crestwood, 1976)
- The Armenians: A People in Exile (London: Allen and Unwin, 1981)
- Armenia and Karabagh: the Struggle for Unity (London: Minority Rights Group, 1991)